# Zarzecze (przystanek kolejowy w rejonie starosamborskim)
Zarzecze (ukr. Заріччя, ros. Заречный) – przystanek kolejowy w miejscowości Zarzecze, w rejonie samborskim, w obwodzie lwowskim, na Ukrainie.